# Jesús Mateo Calderón Barrueto
Jesús Mateo Calderón Barrueto (21 de setembro 1920 - 28 de outubro de 2010) foi um prelado da Igreja Católica Romana peruano.